# 궤도역학

지구를 도는 인공위성은 접선 방향 속력과 구심가속도를 가진다.

궤도역학(軌道力學, orbital mechanics) 또는 우주동역학(宇宙動力學, astrodynamics)은 물체의 운동에 천체역학과 탄도학을 구체적으로 적용하는 것이다. 보통 뉴턴의 운동법칙과 뉴턴의 만유인력법칙이 사용된다. 궤도역학은 주로 우주선이나 로켓을 비롯한 것들에 초점을 맞추기에 우주공간의 물체 전반에 관심을 갖는 천체역학과는 구분된다.

## 같이 보기
- 천체역학
- 혼돈 이론
- 케플러 궤도
- 라그랑주 점
- 기계공학
- 다체 문제
- 로슈 한계
- 우주선 추진